# Mixage 1
Mixage 1 (ricordata anche come Mixage '83 Estate o semplicemente Mixage) è un album compilation di brani musicali famosi nel 1983, pubblicato nell'estate di quell'anno dalla Baby Records nei formati LP e MC. 

## Tracce
Lato A
1. Gazebo – I Like Chopin – 4:08 (Gazebo - P.L. Giombini; edizioni musicali Televis/Allione)
2. M. J. Righeira – Vamos a la playa (per gentile concessione della CGD) – 3:53 (S. Righi - C. La Bionda - S. Righi; edizioni musicali Strum srl)
3. The Twins – Not The Loving Kind – 2:31 (R. Schreinzer - S. Dohrow; edizioni musicali Televis)
4. J.D. Jaber – Don't Stop Lovin' – 1:49 (A. Gabelli - J.D. Jaber; edizioni musicali Televis)
5. Cheaps – Moliendo Cafè (cover) – 1:12 (Manzo - Gabelli; edizioni musicali Curci)
6. Ryan Paris – Dolce Vita – 2:47 (Giombini - Mazzolini; edizioni musicali Lombardoni)
7. La Bionda – One for You, One for Me – 2:45 (A. & C. La Bionda - R.W.Palmer James; edizioni musicali Televis/Strum)
8. The Nips – Sunshine Reggae (cover) – 2:57 (Stahl - Guldberg)

Durata totale: 22:02
Lato B
1. Pink Project – B Project – 4:28
2. One, Two, Three – Runaway (per gentile concessione della CGD) – 2:58 (Bobby Orlando; edizioni musicali Televis)
3. Life, Love & Liberty – Young Boy – 1:58 (E. Lehmann - E. Lehmann; edizioni musicali Televis)
4. Thompson Twins – Love On Your Side (Rap Boy Rap) – 1:57 (Bailey - Currie - Leeway; edizioni musicali Arista Records Ltd)
5. Michael Heart – Some Girls – 2:42 (B. Kassar)
6. K.I.D. – Lonely Lady – 2:40 (G. Bastow - D. Farina - G. Bastow; edizioni musicali Televis)
7. Morris Albert – Feelings (per gentile concessione della SOM) – 3:16 (Morris Albert)

Durata totale: 19:59

## Classifiche
| Classifica (1983) | Posizione |
| ----------------- | --------- |
| Italia            | 1         |

### Classifiche di fine anno
| Classifica (1983) | Posizione |
| ----------------- | --------- |
| Italia            | 10        |